# Point de mire
Pour les articles homonymes, voir Point de mire (homonymie).
Point de mire est une émission de télévision québécoise d'informations nationale et internationales (vulgarisées) diffusée entre le 7 octobre 1956 et le 30 juin 1959 à la Télévision de Radio-Canada. Elle était animée par le futur premier ministre du Québec René Lévesque, avant que ce dernier n'entre en politique en 1960, réalisée par Claude Sylvestre et supervisée par Romain Desbois. Au début, l'émission, en noir et blanc et d'un format de 30 minutes, était diffusée de 23 h 15 à 23 h 45. Toutefois, en raison de son succès, sans toutefois faire partie des émissions les plus regardées de Radio-Canada, elle changea de case horaire. La première émission a notamment traité du Canal de Suez.
En 1997, pour souligner le dixième anniversaire de la mort de René Lévesque, la Commission de toponymie du Québec décide de nommer la presqu'île centrale du Réservoir de Caniapiscau longue de 80 km Le Point de Mire, du nom de cette émission.
En 2002, Jacques Bouchard a réalisé un coffret audio sur la vie de René Lévesque intitulé Point de mire sur René Lévesque et qui contient, entre autres, deux épisodes de l'émission.